# Río Zarqa
El río Zarqa ( en árabe: نهر الزرقاء‎ , Nahr az-Zarqāʾ, lit. "el Río de la [Ciudad] Azul ") es el segundo afluente más grande del bajo río Jordán, después del río Yarmouk. Es el tercer río más grande de la región por caudal anual y su cuenca abarca las áreas más densamente pobladas al este del río Jordán. Nace en manantiales cerca de Amán y fluye a través de un valle amplio y profundo hacia el Jordán, a una altitud de 1090 m.
En su nacimiento se encuentra 'Ain Ghazal (árabe: عين غزال), un importante yacimiento arqueológico que se remonta al Neolítico. Los hallazgos arqueológicos a lo largo del curso del río indican que la zona era rica en flora y fauna en el pasado.
El río está muy contaminado y su restauración es una de las principales prioridades del Ministerio de Medio Ambiente de Jordania.
Geológicamente, el río Zarqa tiene unos 30 millones de años. Es bien conocido por sus depósitos de ámbar que se remontan a la era Hauterivian del Cretácico Temprano (135 mi ). En este ámbar se ha descrito una flora y una fauna notables que reflejan las condiciones paleoambientales tropicales imperantes en la época de la deposición de la resina (Kaddumi, 2005; 2007).

## Nombre
El nombre árabe, Nahr az-Zarqa '(نهر الزرقاء) significa "el río azul", donde nahr significa río y zarqa' ( زرقاء ) significa azul. 

## Geografía e hidrografía

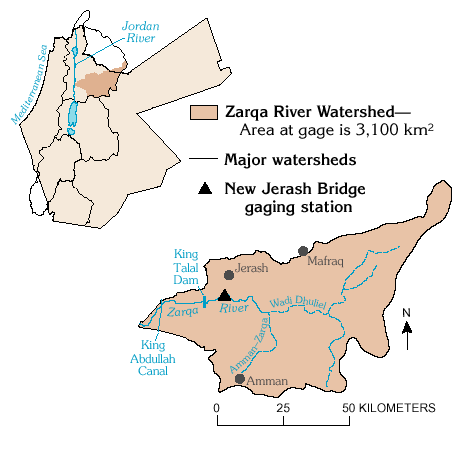
Cuenca del río Zarqa (Equipo de acción ejecutiva (EXACTO), Grupo de trabajo multilateral sobre recursos hídricos)

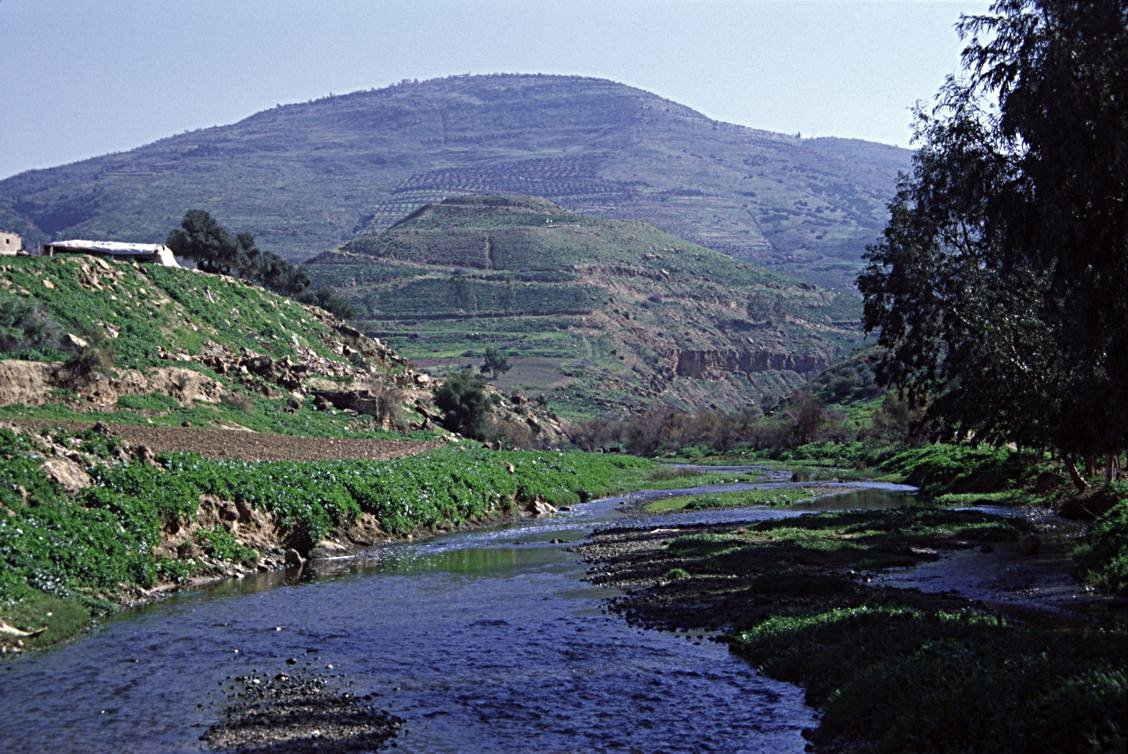
Río Zarqa corriendo en la gobernación de Jerash

La cabecera del Zarqa nace al noreste de Amán, en un manantial llamado Ain Ghazal ("manantial de las gacelas"). El río fluye hacia el norte antes de dirigirse al oeste. Nace en el lado oriental de las montañas de Galaad y recorre unos 105 kilómetros en un barranco salvaje y profundo antes de desembocar en el río Jordán entre Genesaret y el Mar Muerto, en un punto situado a 1.090 metros por debajo de su origen. En sus tramos más altos, las orillas del río son en su mayoría escarpadas y en forma de cañón. Cerca de Ain Ghazal, dos ramblas tributarias se unen al río y éste se abre en una cuenca poco profunda. Forma la frontera entre las regiones administrativas jordanas de Irbid y Balqa.

### Flujo de agua, zona de captación, uso
El río es perenne, pero con un caudal base muy bajo, de entre 2 y 3 millones de metros cúbicos al mes durante los meses de verano, y de entre 5 y 8 millones de metros cúbicos al mes durante los meses lluviosos de invierno. Esto lo convierte en el segundo mayor afluente del bajo Jordán, después del río Yarmouk, y en el tercer mayor río de la región por su caudal anual. Las inundaciones irregulares tras las tormentas de lluvia pueden aumentar el caudal hasta 54 millones de metros cúbicos. El caudal medio anual es de 63,3 millones de metros cúbicos
La superficie total de la cuenca es de 3.900 km², la mayor de Jordania. Una pequeña presa, la de Al-Rwyha, cerca del pueblo de Dayr Alla, marca el final de la parte alta del río, donde es natural y de caudal rápido con aguas muy claras. En esta región hay muy poca agricultura en las orillas del río, que son muy rocosas. Aguas abajo de esta presa, el nivel del agua es muy bajo, y las orillas del río se utilizan intensamente para la agricultura, así como para el pastoreo de ovejas y cabras
La presa King Talal se construyó en el bajo Zarqa en 1970 y creó un embalse con una capacidad de 55 millones de metros cúbicos y aumentó en 1987 a 86 millones de metros cúbicos. Cuando se construyó, se esperaba que el embalse suministrara agua para uso municipal en la región de Amán. Sin embargo, los niveles actuales de contaminación en el lago hacen que el agua no sea apta para el consumo humano y solo se utiliza para riego. 

### Puentes
El nuevo puente de Jerash cruza el Zarqa aguas arriba del embalse del Rey Talal, en la carretera de Amán a Jerash. En el puente se encuentra una estación de aforo en la que se miden continuamente los caudales.
En la ciudad de Zarqa, varios puentes, vehiculares y peatonales, cruzan el río. El más antiguo fue construido por los fundadores de la ciudad. Los puentes actuales incluyen el puente Zawahreh, un puente vehicular que conecta la calle Baha' al-Din con la calle al-Zuhur y otro que conecta la calle Baha' al-Din con la calle Rey Talal. Dos puentes peatonales conectan la calle al-Zuhur con la calle Baha' al-Din, y la calle Wasfi al-Tal con la calle Petra

## Historia Natural

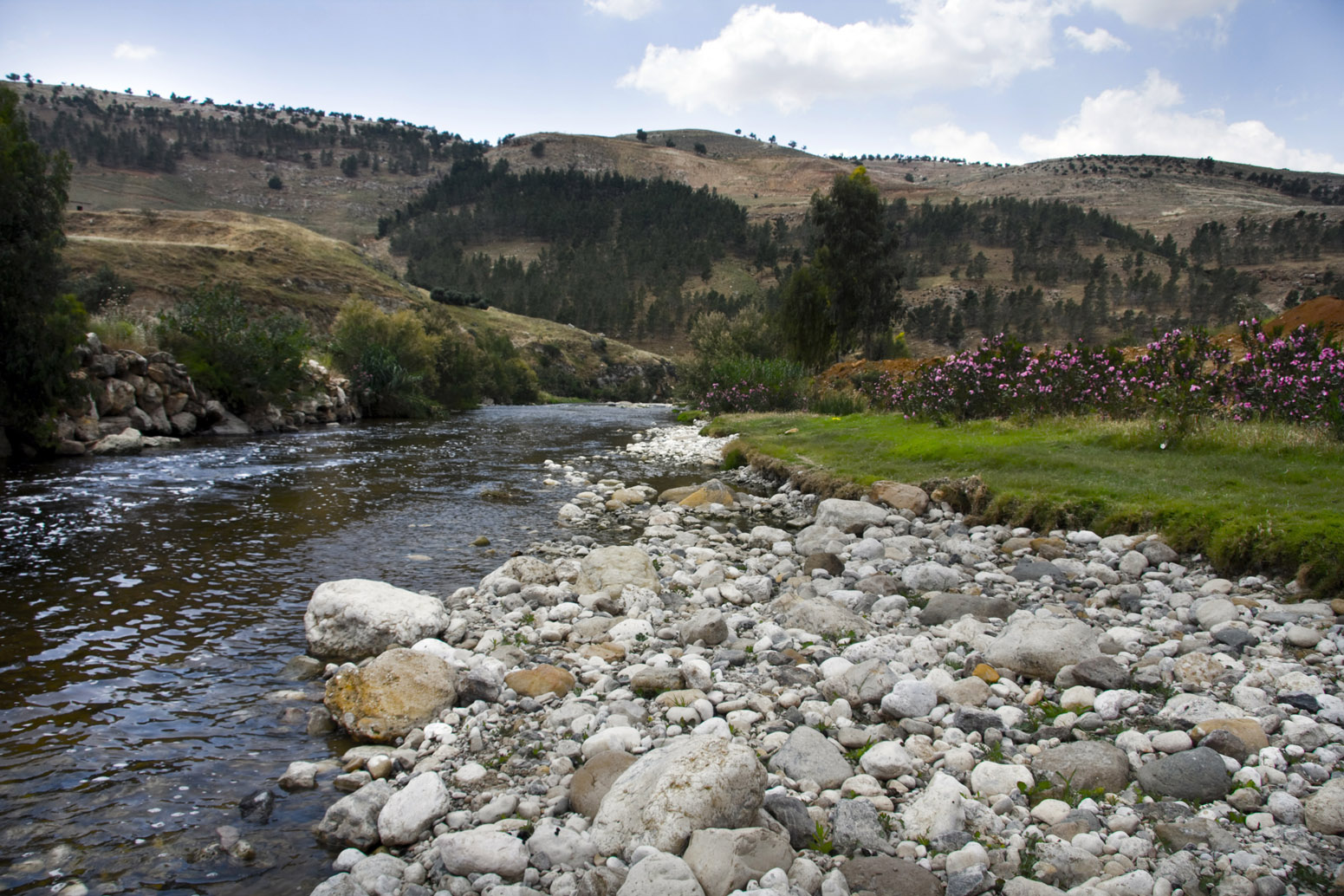
Río Zarqa

Los orígenes geológicos del río Zarqa se remontan a unos 30 millones de años, cuando se formó el valle del Rift del Jordán. Uno de los efectos de su formación fue la creación de ramblas laterales. El río Zarqa se ha abierto paso en el borde occidental de uno de estos wadis laterales. Las primeras formaciones expuestas en la zona datan del Triásico y principios del Jurásico, y han sido denominadas formaciones Zerqa y Kurnub. Las formaciones rocosas son sedimentos marinos, restos del prehistórico Mar de Tethys, que cubría la zona que va aproximadamente de este a oeste, a medio camino del actual Mar Muerto. A lo largo del Zarqa, se encontró piedra caliza cristalina alternada con pizarra. La siguiente capa es un estrato de 20-30 metros de altura de yeso, cal margosa arcillosa, pizarras y piedra y arenisca ricas en hierro. Esta capa es rica en fósiles.

### Flora
Los hallazgos arqueológicos de restos carbonizados indican que a lo largo de las orillas del Zarqa crecían álamos y tamarix, con bosques de roble silvestre en las laderas. Hoy en día, los matorrales de tamarix siguen estando muy extendidos en las llanuras de inundación, y las orillas están cultivadas con huertos frutales y campos de hortalizas. A lo largo del curso del río Zarqa, el agua se bombea directamente y se utiliza para regar cultivos de hortalizas de hoja como perejil, espinacas, col, coliflor y lechuga, así como patatas. También hay olivos en las orillas del río. Los tulipanes crecen en muchas laderas del río, mientras que en la zona de los manantiales y el curso de agua se encuentra vegetación acuática. En la zona de la presa del Rey Talal crecen bosques naturales de pinos. A lo largo de las riberas aguas arriba, donde el río discurre de forma salvaje, se encuentran las especies de caña común, adelfa y Typha.
Dado que las aguas del Zarqa están altamente contaminadas, con altos niveles de materia orgánica y diversos compuestos químicos (especialmente detergentes y colorantes), el uso del agua de Zarqa para riego ha alterado significativamente la biodiversidad de la flora natural y provocado la desaparición de la mayoría de especies de agua dulce.

### Fauna
En tiempos prehistóricos, la zona era rica en fauna y se han identificado 45 especies animales distintas, la mitad de ellas animales salvajes. Las cabras domesticadas eran las más comunes y las gacelas eran las especies de animales salvajes que se encontraban con mayor frecuencia. Hoy en día, el área todavía alberga una población diversa de aves y mamíferos, y algunas de las especies reproductoras que se encuentran no se reproducen en ningún otro lugar de Jordania. Entre las especies de aves encontradas se encuentran la carraca europea, la alondra del desierto, el gorrión del Mar Muerto, el pinzón del desierto y el abejaruco de mejillas azules. La presa del Rey Talal ha creado un lago que es un hábitat para aves acuáticas migratorias y varias especies de peces. Las aves notables que se encuentran en el área del lago incluyen el avetoro común, la garcilla bueyera, la garza real, la cigüeña blanca, la cerceta común y la focha común. Las aguas del lago sustentan a los peces, algunos de los cuales son especies autóctonas y otros son especies introducidas. El más común es la tilapia. Las aves migratorias también pasan el invierno en las piscinas artificiales que componen la planta de tratamiento de aguas residuales de Kherbit Al-Samra, situada en una amplia depresión cerca de Wadi Dhulayl, el principal afluente del río Zarqa. Se han visto hasta 6.000 cigüeñas blancas posadas allí. Los mamíferos que se encuentran en el área incluyen la nutria común (Lutra lutra) y la ardilla persa (Sciurus anomalus). La nutria se considera una especie amenazada.

## Historia
El valle del Zarqa era un pasaje importante que conectaba el desierto oriental con el valle del Jordán.

### Prehistoria
'Ain Ghazal, el origen del manantial que alimenta el río Zarqa, es un importante sitio arqueológico, que se remonta al período Neolítico. Estuvo ocupado continuamente durante más de dos mil años, y los primeros hallazgos datan del 7200 a. C. 'Ain Ghazal es uno de los primeros asentamientos humanos conocidos con evidencia de animales domesticados. Con una población de alrededor de 3.000 personas en su apogeo, también fue uno de los centros de población prehistóricos más grandes del Cercano Oriente, con aproximadamente cinco veces la población de la vecina Jericó.

### Jaboc bíblico
El río Zarqa se identifica con el río bíblico Jabok. El Jacob bíblico cruzó el Jaboc en su camino a Canaán, después de dejar Harran. Conduce hacia el oeste hacia el valle de Sucot, desde donde se cruza el Jordán y se puede llegar fácilmente a Siquem, como lo hizo finalmente Jacob. Las ciudades bíblicas de Zaretán y Adán también se encuentran en la desembocadura del valle.
El río se menciona por primera vez en el libro del Génesis en relación con el encuentro de Jacob y Esaú, y con la lucha de Jacob con el ángel. Era el límite que separaba el territorio de Rubén y Gad del de Ammón,  este último se describe a lo largo del Jaboc. Se describe que el territorio de Sehón se extiende "desde Arnón hasta Jaboc" (Numbers 21:24), y fue reclamado más tarde por el rey de Ammón. Eusebio sitúa el río entre Gerasa y Filadelfia.

### Edad de Hierro
Durante un estudio de 1982 del valle de Zarqa, se descubrieron varios sitios de la Edad del Hierro Temprana, concentrados a lo largo de las orillas del Zerqa y sus afluentes. Uno de ellos, Tulul adh-Dhahab, está siendo investigado más a fondo.

### Jarash helenístico
El Wadi Jarash, un afluente septentrional del río Zarqa, fluye a través de la moderna ciudad de Jerash. Habitada desde la Edad de Bronce, Jerash fue una importante ciudad grecorromana conocida como Gerasa, hogar del famoso matemático Nicomachus. Las ruinas de la ciudad están bien conservadas y han sido ampliamente excavadas.

### Ciudad moderna de Zarqa
Zarqa, la segunda ciudad más grande de Jordania, está construida a orillas del río Zarqa y es el asentamiento más grande a lo largo de su curso. La ciudad de Zarqa fue fundada en 1902 por inmigrantes chechenos. Su población creció rápidamente con la afluencia de refugiados palestinos que huyeron de Cisjordania durante la Guerra de los Seis Días .

## Preocupaciones ambientales
El río Zarqa está muy contaminado. En muchas zonas, las aguas residuales sin tratar fluyen directamente al río a través de los lechos secos (wadis), contaminándolo y creando un hedor que ha sido causa de numerosas quejas, especialmente durante los meses de verano. Aunque se han construido estaciones de tratamiento de aguas residuales en un par de lugares (como Ain Ghazal y Khirbet As Samra), estas estaciones suelen recibir más agua de la que pueden manejar. Este desbordamiento se produce durante las inundaciones invernales, así como durante los meses de verano, cuando la población aumenta con el regreso de los trabajadores inmigrantes a Amán. Durante el desbordamiento, el agua no tratada va directamente al río Zarqa. Como resultado, el agua del Zarqa es de color marrón, a menudo con una densa espuma debido a las grandes cantidades de materia orgánica. Otras fuentes de contaminación son el vertido ilegal de residuos industriales, incluidos los de las fábricas textiles, y las baterías y aceites de los garajes.
La cuenca del río abarca las zonas más densamente pobladas al este del río Jordán, y fluye a través de una zona industrializada que alberga más del 52% de las plantas industriales de Jordania, incluida la Jordan Petroleum Refinery Company. Durante los meses de verano, las aguas residuales domésticas e industriales tratadas componen casi todo el caudal y degradan sustancialmente la calidad del agua. Esto, unido a la extracción excesiva de agua del acuífero subterráneo y al bajo caudal natural del Zarqa, ha creado un problema importante, descrito como uno de los "puntos negros medioambientales" de Jordania, y ha convertido la rehabilitación del Zarqa en una prioridad absoluta para el Ministerio de Medio Ambiente jordano. Se calcula que el proyecto de restauración costará 30 millones de dólares.